# Андреевское (деревня, Москва)
Андреевское — деревня в Новомосковском административном округе Москвы (до 1 июля 2012 года в составе Подольского района Московской области). Входит в состав поселения Рязановское.
В деревне родился Герой Советского Союза Александр Кондрашёв.

## Население
Согласно Всероссийской переписи, в 2002 году в деревне проживало 14 человек (4 мужчины и 10 женщин). По данным на 2005 год в деревне проживало 8 человек.

## Расположение
Деревня Андреевское расположена на правом берегу Десны примерно в 8 км к северо-западу от центра города Подольска. Ближайшие населённые пункты — деревни Мостовское и Кувекино.